# Corbola
Corbola (venetisch Corbla) ist eine italienische Gemeinde (comune) mit 2228 Einwohnern (Stand 31. Dezember 2023) in der Provinz Rovigo, Region Venetien. 

## Geographie
Die Gemeinde liegt etwa 25 Kilometer ostsüdöstlich von Rovigo im Parco regionale del Delta del Po del Veneto am Po di Venezia.

## Geschichte
Der Ort wird erstmals 1095 urkundlich erwähnt.

## Verkehr
Durch die Gemeinde führt die frühere Strada Statale 495 di Codigoro (heute eine Regionalstraße) von Argenta nach Adria.

## Persönlichkeiten
- Rik Battaglia (1927–2015), Schauspieler